# Saint-Philippe-d'Aiguille

Saint-Philippe-d'Aiguille este o comună în departamentul Gironde din sud-vestul Franței. În 2009 avea o populație de 413 de locuitori.

## Evoluția populației
| An        | 1975 | 1982 | 1990 | 1999 | 2006 | 2009 |
| --------- | ---- | ---- | ---- | ---- | ---- | ---- |
| Populație | 386  | 353  | 394  | 424  | 431  | 413  |